# Izotermia
Izotermia – niezmienność temperatury powietrza wraz z wysokością (pionowy gradient temperatury powietrza = 0). Często bywa stanem przejściowym do inwersji temperatury.